# عبد الوهاب الغريري
عبدالوهاب بن عبود بن عبهول الغريري ( 1934 - 1959) شاعر، وعضو سابق في حزب البعث. قُتل أثناء مشاركته في محاولة اغتيال عبد الكريم قاسم بتاريخ 7 تشرين الأول 1959.

## حياته ونشأته
ولد عبد الوهاب الغريري عام 1934 في مدينة المحمودية جنوب بغداد وأكمل دراسته الابتدائية والمتوسطة والثانوية فيها. انتمى لحزب البعث عام 1952 دخل كلية الآداب وتخرج فيها عام 1956، وأصبح رئيس تحرير جريدة الجمهورية منذ 12 تشرين الأول 1958.

## مقتله
اثناء مشاركته في محاولة اغتيال عبد الكريم قاسم عام 1959 بشارع الرشيد اُصيب الغريري برصاص أحد زملائه وأردته قتيلا.ودُفن في مقبرة الشيخ معروف في بغداد.

## تكريمه
اُقيم له تمثال في عهد صدام حسين بشارع الرشيد، وفي 7 تشرين الأول 1991 صدر مرسوم جمهوري بمنح الغريري وآخرين وسام الرافدين من الدرجة الأولى وثلاثة انوط الشجاعة، وقد أزيل التمثال بعد سقوط النظام عام 2003 واستبدل بتمثال عبد الكريم قاسم

## اعماله الشعرية
قصائده :
- عودة السجين
- ستبقين
- ذكرى اللقاء
- ثورة الشعب
- ثورتنا في الجزائر
- قصة قلب
- كلمة أخيرة[6]